# ナタリア・マカロワ

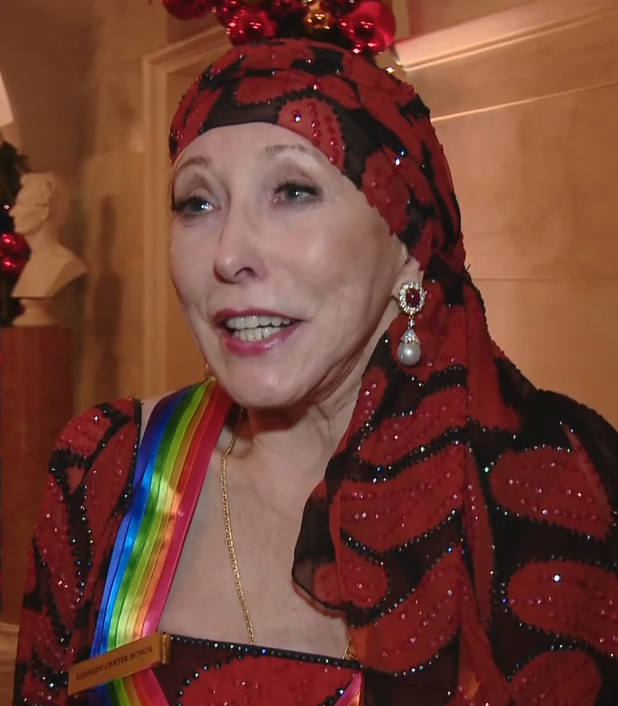
ナタリア・マカロワ

ナターリア・ロマノヴナ・マカロワ （Natalia Makarova, 露: Наталья Романовна Макарова, 英: Natalia Romanovna Makarova, 1940年11月21日 - ） は、ロシア出身のバレエダンサー、振付家、女優。

## 経歴
ソヴィエト連邦時代のレニングラードに生まれる。12歳のとき地元のバレエクラブに入会し、13歳で単身レニグラード・バレエ学校（現ワガノワ・バレエ・アカデミー）をたずねた。バレエ学校に入学するには遅い年齢だったが（通常は10歳頃入学する）入学を許され、名プリマだったナタリア・ドゥジンスカヤらの丁寧な指導を受ける。1959年に卒業し、卒業公演では『ジゼル』と『白鳥の湖』のアダージョを踊った。同年コール・ド（群舞を担当する階級）などを経ずにソリストとしてレニングラード・バレエ団（現マリインスキー・バレエ）に入団した（当時バレエ学校の卒業公演はオーディションも兼ねていた）。
『バフチサライの泉』のマリアなどで注目を浴びるようになる。その後着実に大役をこなし、『ジゼル』『白鳥の湖』『眠れる森の美女』の主役を踊って高い評価を得る。
1970年にキーロフ・バレエのロンドン公演中に亡命。以後アメリカン・バレエ・シアター（ABT）と英国ロイヤル・バレエ団を中心に世界各国数多くのバレエ団で客演するようになる。ABTのために『ラ・バヤデール（バヤデルカ）』、『パキータ』などを改訂再振付している。
1985年ごろからバレエの舞台から遠ざかっているが、『オン・ユア・トウズ』で1983年にトニー賞主演女優賞を受賞するなど舞台女優として活躍している。1989年2月1日、芸術家の亡命者として初めて故国への凱旋公演を行い、キーロフ・バレエの舞台に立った。